# Culpa tuya
Culpa tuya (Engels: Your Fault) is een Spaanse romantische film uit 2024, geregisseerd door Domingo González en gebaseerd op de Culpables serie van Mercedes Ron.  De hoofdrollen worden vertolkt door Nicole Wallace en Gabriel Guevara. Het is een vervolg op Culpa mía uit 2023.

## Verhaal
De romance tussen Noah en Nick komt voor nieuwe uitdagingen te staan. Nick gaat voor een carrière terwijl Noah naar de universiteit gaat en daarmee dompelen de twee zichzelf onder in onbekende werelden vol nieuwe verleidingen en connecties.

## Rolverdeling
| Acteur           | Personage       |
| ---------------- | --------------- |
| Nicole Wallace   | Noah            |
| Gabriel Guevara  | Nick            |
| Marta Hazas      | Rafaella        |
| Iván Sánchez     | William Leister |
| Víctor Varona    | Lion            |
| Eva Ruiz         | Jenna           |
| Goya Toledo      | Anabel          |
| Gabriela Andrade | Sofía           |
| Álex Béjar       | Briar           |
| Javier Morgade   | Michael         |
| Felipe Londoño   | Luca            |
| Jaime Ordóñez    | Esteban         |

## Productie
Culpa tuya is een vervolg op Culpa mía. De opnames van Culpa tuya vonden tegelijkertijd plaats met het nog te verschijnen derde deel getiteld Cula nuestra. De opnames van de twee films werden afgerond in Madrid in februari 2024. De film is een Banijay Iberia's Pokeepsie Films (van Álex de la Iglesia en Carolina Bang) productie van Amazon MGM Studios.

## Release
De première van Culpa tuya vond plaats in het Palacio Visþalegre in Madrid op 18 december 2024 met 4000 toeschouwers. De film werd uitgebracht op Prime Video op 27 december 2024.